# Maria Domenica Michelotti
Maria Domenica Michelotti (* 8. Oktober 1952 in Bourg-Saint-Maurice) ist eine san-marinesische Politikerin. Sie war vom 1. April bis 1. Oktober 2000 eine der beiden Staatsoberhäupter (Capitano Reggente) von San Marino. 
Michelotti war von 1998 bis 2006 Abgeordnete im Consiglio Grande e Generale, dem Parlament von San Marino. Sie wurde 1998 auf der Liste von Partito Progressista Democratico Sammarinese–Idee in Movimento–Convenzione Democratica (PPDS–IM–CD) ins Parlament gewählt. Die Koalition aus Partito Democratico Cristiano Sammarinese (PDCS) und Partito Socialista Sammarinese (PSS) zerbrach im März 2000 und wurde durch eine Bündnis von PDCS, PPDS–IM–CD und Socialisti per le Riforme (SpR) ersetzt, das bis zum Ende der Legislaturperiode 2001 regierte. Michelotti wurde gemeinsam mit Gian Marco Marcucci für die Periode vom 1. April bis 1. Oktober 2000 zum Staatsoberhaupt (Capitano Reggente) gewählt. Bei der Wahl 2001 zog Michelotti für den neugegründeten Partito dei Democratici (PdD) – einen Zusammenschluss von PPDS, Riformisti Democratici e Socialisti und Idee in Movimento – erneut ins Parlament ein. Sie gehörte der san-marinesischen Delegation bei der Interparlamentarischen Union an.
Der PdD schloss sich 2005 mit dem PSS zum Partito dei Socialisti e dei Democratici (PSD) zusammen. Bei den Parlamentswahlen 2006 und 2008 kandidierte Michelotti für den PSD, verfehlte jedoch den Einzug ins Parlament. Bei der Wahl 2012 trat sie nicht mehr an. Michelotti gehörte dem Parteivorstand und dem Sekretariat des PSD an.
Michelotti unterrichtete an der Universität von San Marino und war Direktorin der san-marinesischen Kindergärten (scuole dell’infanzia). Sie gehört der Leitung der san-marinesischen Gleichstellungsbehörde (Authority per le Pari Opportunità) an.
Michelotti ist verwitwet und Mutter von zwei Töchtern.